# Kutrabbul
Kutrabbul fou una de les quatre gran subdivisions o tassudj (també kura) assenyalades per Yakut per a la zona urbana de Bagdad. Les altres tres eren Badurata, Nahr Buk i Kalwadha. Sota l'islam aquestes subdivisions, que ja existien abans de la fundació de la ciutat om a comarques rurals, van tenir certes funcions administratives. Katrabbul i Baduraya estaven a l'oest del Tigris i estaven separades pel Nahr Sarat.